# Samuel Marshall
Samuel Lyman Atwood Marshall (ur. 18 lipca 1900 w Catskill w stanie Nowy Jork, zm. 17 grudnia 1977 w El Paso w Teksasie) – amerykański wojskowy, generał brygady, oficjalny historyk armii amerykańskiej podczas II wojny światowej i wojny koreańskiej. Zazwyczaj wymieniany w piśmiennictwie anglo- i polskojęzycznym jako S.L.A. Marshall i nazywany przez kolegów „Slam” (kombinacja wszystkich czterech jego inicjałów). Był autorem około 30 książek o walkach z udziałem żołnierzy amerykańskich, których twierdzenia do dziś są przedmiotem debat akademickich.

## Wczesne lata i życie osobiste
S.L.A. Marshall urodził się w Catskill w stanie Nowy Jork 18 lipca 1900 r. jako syn Caleba C. i Alice Medory Marshall (z domu Beeman). Wychował się w Kalifornii, gdzie pracował jako aktor dla Essanay Studios oraz w El Paso w Teksasie, gdzie uczęszczał do szkoły średniej.
Pierwszą żoną Marshalla była Ruth Elstner, z którą miał jednego syna. Jego druga żona, Edith Ives Westervelt, zmarła w 1953 r. Trzecią żoną Marshalla była Catherine Finnerty, z którą miał trzy córki.

## Kariera

### Wczesna służba wojskowa
Marshall wstąpił do armii w 1917 r. i służył na granicy z Meksykiem podczas ekspedycji Pancho Villa, zanim został wysłany do Francji po przestąpieniu USA do I wojny światowej. Na polu bitwy dosłużył się stopnia sierżanta, będąc żołnierzem kompanii A 315 Pułku Inżynierów 90 Dywizji Piechoty. Jego pułk uczestniczył w krwawych bitwach pod Saint-Mihiel i Meuse-Argonne.
Niedługo po bitwie o Saint-Mihiel Marshall jako jeden z kilku żołnierzy w swojej jednostce został wybrany do egzaminów wstępnych na Amerykańską Akademię Wojskową w West Point w ramach inicjatywy wojskowej mającej na celu uzupełnienie korpusu oficerskiego najlepszymi żołnierzami z niższych rang. Marshall następnie uczęszczał do Officer Candidate School, otrzymał promocję na początku 1919 r. i pozostał we Francji, aby pomóc w powojennej demobilizacji.
Po zwolnieniu z czynnej służby pod koniec Wielkiej Wojny, Marshall pozostał w rezerwie, jednocześnie uczęszczał do Texas College of Mines (obecnie University of Texas w El Paso) oraz imał się różnych zajęć, w tym murarza. Na początku lat dwudziestych został reporterem i dziennikarzem prasowym, najpierw w „El Paso Herald”, a później w „The Detroit News”. Jako reporter Marshall zyskał krajową sławę dzięki swoim relacjom z Ameryki Łacińskiej i Europy, w tym z hiszpańskiej wojny domowej. W 1940 r. kariera Marshalla nabrała rozmachu po publikacji jego książki Blitzkrieg: Armies on Wheels, analizy taktyki wojny błyskawicznej opracowanej przez Wehrmacht w latach bezpośrednio poprzedzających wybuch II wojny światowej

### Historyk II wojny światowej
Podczas II wojny światowej Marshall był oficjalnym historykiem armii amerykańskiej i poznał najbardziej znanych dowódców alianckich tej wojny. Przeprowadził setki wywiadów zarówno z oficerami, jak i ze zwykłymi szeregowcami na temat ich doświadczeń bojowych i dał się poznać jako jeden z pierwszych zwolenników historii mówionej. Marshall szczególnie faworyzował wywiad grupowy, w którym zbierał ocalałych członków danej jednostki z linii frontu i relacjonował ich doświadczenia bojowe sprzed kilku dni.
Praca Marshalla nad skutecznością taktyki piechoty w czasie II wojny światowej, zatytułowana Men Against Fire, jest jego najbardziej znaną i jednocześnie najbardziej kontrowersyjną pracą. W książce tej Marshall twierdził, że w przypadku żołnierzy amerykańskich z II wojny światowej 75% z nich nigdy nie strzelało do wroga po to, żeby zabić, mimo że byli zaangażowani w walkę i bezpośrednio zagrożeni utratą życia. Marshall argumentował tym postulat, że armia powinna przeznaczyć znaczne zasoby szkoleniowe na zwiększenie odsetka rekrutów gotowych do zabicia żołnierzy nieprzyjaciela. Odkrycia te zostały później zakwestionowane jako błędne lub nawet sfabrykowane. Sam Marshall twierdził później, że znacznie większy odsetek żołnierzy strzelał do wroga podczas wojny w Wietnamie.
Mniej znany, ale być może bardziej znaczący, był wysiłek Marshalla, aby zebrać relacje niemieckich oficerów po kapitulacji w celu napisania historii i analiz bitew na wszystkich frontach europejskiego teatru działań wojennych. W szczytowym momencie w projekcie uczestniczyło ponad 200 niemieckich oficerów, w tym Heinz Guderian i Franz Halder. Na bazie projektu stworzono setki monografii, z których trzy są dostępne na rynku komercyjnym.

### Późniejsza służba wojskowa
Marshall został ponownie wyzwany na służbę pod koniec 1950 r. jako historyk/analityk operacyjny 8 Armii podczas wojny koreańskiej. Zebrał liczne relacje od Koreańczyków uczestniczących w walce po obu stronach i zamieścił je w rozprawie analizującej skuteczność piechoty i broni osobistej armii amerykańskiej, Commentary on Infantry and Weapons in Korea 1950–51. Armia postanowiła wykorzystać niektóre ustalenia Marshalla jako tajne informacje, które później włączono do planu doskonalenia treningu bojowego, broni, sprzętu i taktyki.
Po odejściu ze służby w 1960 r. w randze generała brygady Marshall nadal pełnił funkcję nieoficjalnego doradcy wojskowego. Jako cywil był obecny w Wietnamie na przełomie 1966 i 1967 r. w ramach sponsorowanej przez armię podróży, aby uczyć dowódców terenowych technik zbierania wywiadów po akcji, co miało usprawnić gromadzenie danych dla łańcucha dowodzenia i napisanie oficjalnej historii wojny w Wietnamie. Przedstawiciel Dyrektora Historii Wojskowej, płk David H. Hackworth zebrał własne spostrzeżenia z podróży i opublikował je pt. The Wietnam Primer, uznając Marshalla za współautora.

### Śmierć
S.L.A. Marshall zmarł w El Paso w Teksasie 17 grudnia 1977 r. i został pochowany na Cmentarzu Narodowym Fort Bliss, sekcja A, grób 124.

## Dziedzictwo
Biblioteka University of Texas w El Paso ma specjalną kolekcję zbudowaną wokół jego książek.
Marshall pojawił się jako postać niegrywalna w grze komputerowej Brothers in Arms: Earned in Blood z 2005 r.
Jeden odcinek z 3. sezonu serialu Black Mirror z 2016 r. nosi tytuł Men Against Fire. Został on częściowo zainspirowany najsłynniejszą książką Marshalla i porusza te same tematy.

### Pośmiertne kontrowersje
Niektórzy weterani i historycy podają w wątpliwość metody badawcze Marshalla. Prof. Roger J. Spiller (zastępca dyrektora Combat Studies Institute przy US Army Command and General Staff College) argumentuje w swoim artykule z 1988 r. pt. SLA Marshall and the Ratio of Fire („RUSI Journal”, zima 1988, strony 63–71), że Marshall tak naprawdę nie przeprowadził badań, na których oparł swoją teorię współczynnika ognia: „Systematyczne gromadzenie danych wydaje się być twórczością własną”. Ten tekst podważył autentyczność niektórych innych książek Marshalla i wznowił wątpliwości co do jego rzetelności podniesione w kręgach wojskowych nawet kilkadziesiąt lat wcześniej.
W swoim pamiętniku z 1989 r. pt. About Face płk David H. Hackworth opisał swoje pierwsze uniesienie podczas spotkania z Marshallem, którego uwielbiał, oraz o tym, jak to uniesienie przerodziło się w rozczarowanie po poznaniu charakteru i metod pracy Marshalla. Hackworth opisał go jako „wojownika-podglądacza”, dla którego „prawda nigdy nie przeszkadzała w dobrej narracji” i posunął się do stwierdzenia, że: „Weterani wielu działań, które «udokumentował» w swoich książkach, narzekali gorzko przez lata na jego niedokładność lub rażące uprzedzenia”.

#### Wątpliwości dotyczące autentyczności wspomnień z I wojny światowej
Artykuł historyka Frederica Smolera z 1989 r. zakwestionował metody badawcze Marshalla, wskazując, że wyolbrzymił i zawyżył on swoje zasługi z czasów I wojny światowej, aby zyskać reputację dowódcy liniowego, co zwiększyłoby jego wiarygodność jako historyka. Smoler twierdził, że 315 Pułk Inżynierów był jednostką tyłową i że Marshall nigdy nie uczestniczył w walce podczas wojny.
Późniejsze twierdzenia wnuka Marshalla, Johna Douglasa Marshalla, zawarte w jego książce Reconciliation Road: A Family Odyssey of War and Honor wyszczególniają ówczesne listy S.L.A. Marshalla do jego ojca. Listy te wskazują na to, że Marshall brał udział zarówno w bitwie Saint-Mihiel, jak i Meuse-Argonne, gdzie został nawet poszkodowany w ataku gazowym. Ponadto w książce Johna Douglasa Marshalla cytowany jest dopisek S.L.A. Marshalla wewnątrz przedniej okładki albumu z I wojny światowej, poświęcony innemu żołnierzowi 315 Pułku Inżynierów, który zginął 8 listopada 1918 roku. Według tego dopisku żołnierz został zastrzelony przez Niemców, kiedy 315 Pułku Inżynierów brał udział w akcji niedaleko Bantheville podczas ostatnich dni ofensywy pod Meuse-Argonne, a Marshall był z nim, kiedy to się stało. Późniejsze dochodzenie Johna Marshalla ujawniło, że przyjaciel Samuela Marshalla został trafiony odłamkiem pocisku artyleryjskiego, a nie zastrzelony i że S.L.A. Marshall nie był obecny przy tym zdarzeniu, ponieważ tego dnia przystępował do egzaminów wstępnych na West Point. John Marshall ostatecznie doszedł do wniosku, że chociaż jego dziadek wyolbrzymiał niektóre twierdzenia o swoich doświadczeniach wojennych, wiele z nich jest ważnych i że całokształt jego późniejszej pracy wciąż ma dużą wartość.

## Wybrane publikacje
- Blitzkrieg: Armies on Wheels (1940)
- Bastogne: The Story of the First Eight Days... (1946)
- Men Against Fire: The Problem of Battle Command (1947)
- The Soldier’s Load and The Mobility of a Nation (1950)
- The River and the Gauntlet (1951)
- Pork Chop Hill: The American Fighting Man in Action, Korea, Spring, 1953 (1956)
- Sinai Victory: Command Decisions in History’s Shortest War, Israel’s Hundred-Hour Conquest of Egypt East of Suez, Autumn, 1956 (1958)
- Night Drop: The American Airborne Invasion of Normandy (1962)
- Battle at Best (1963)
- World War I (1964)
- Battles of the Monsoon (1965)
- The Vietnam Primer (1967) (współautorstwo z Davidem H. Hackworthem)
- Swift Sword: The Historical Record of Israel’s Victory, June 1967 (1967)
- Ambush (1968)
- Bird; the Christmastide battle (1968)
- The fields of bamboo: Dong Tre, Trung Luong, and Hoa Hoi, three battles just beyond the South China Sea (1971)
- Crimsoned Prairie (1972)
- Bringing Up the Rear: A Memoir (1979, autobiografia wydana po śmierci)